# Жюль Бессан
Жюль Бессан (14 квітня 1979) — бенінський плавець.
Учасник Олімпійських Ігор 2016 року, де в попередніх запливах на дистанції 50 метрів вільним стилем посів 77-ме місце і не потрапив до півфіналів.